# Bitwa nad Wisłą (1341)
Bitwa nad Wisłą – bitwa stoczona w styczniu 1341 pomiędzy wojskami polskimi z wojskami zbuntowanych bojarów ruskich wspieranymi przez posiłki tatarskie.
7 kwietnia 1340 roku zmarł otruty przez bojarów książę halicko-wołyński, Bolesław Jerzy Trojdenowicz. Po bezpotomnej śmierci pozostawił swe księstwo w spadku Kazimierzowi Wielkiemu. Król polski działał błyskawicznie i już dziewięć dni po śmierci Trojdenowicza podjął wyprawę na Ruś. Jednak do walki o księstwo halicko-wołyńskie wystąpili również Tatarzy, z którymi sprzymierzyła się część ruskich bojarów sprzeciwiających się włączeniu ziem ruskich do korony. Kazimierz w roku 1340 dwukrotnie wybierał się zbrojnie na Ruś. Drugi wypad napotkał silny opór. Bojarzy ruscy zawezwali na pomoc Tatarów. Zagony tatarskie wraz z posiłkami ruskimi, które prowadził przywódca bojarskiej opozycji Dymitr Detko najechały ziemie polskie. Do starcia z królem Polski doszło w styczniu 1341 roku nad Wisłą. Rycerstwo polskie nie pozwoliło najeźdźcom przekroczyć linii rzeki a podczas walk według relacji Jana z Czarnkowa zginął przeszyty tatarską strzałą wojewoda sandomierski Mikołaj Czelej. Po niepowodzeniach siły tatarsko-ruskie wycofały się w kierunku Lublina.

## Literatura
- Wyrozumski J., Kazimierz Wielki wyd. Ossolineum 1986, s. 82-86.
- Jasienica P., Polska Piastów wyd. PIW 1988, s. 222-223.